# Hora oficial do Chile
O Chile Continental está geograficamente localizado no UTC-5 de Tempo Universal Coordenado, no entanto por conveniência normalmente usa-se o tempo padrão UTC-4. Em janeiro de 2015, porém, o governo decidiu estender o horário de verão até março de 2017, usando-se portanto o fuso UTC-3.
A fim de economizar energia o horário de verão é alterado pelo DST no período de outubro a março. No total, o Chile usa os quatro fusos horários como descritos abaixo:
No inverno, a partir do segundo sábado de março até o segundo sábado de outubro:
- O Chile Continental usa o UTC-4. (Horário de Verão no Chile)
- A Ilha da Páscoa utiliza o UTC-6 (Hora Padrão Ilha de Páscoa).

No verão, a partir do segundo sábado de outubro até o segundo sábado de março, denominado horário de verão:
- O Chile Continental usa o UTC-3.
- A Ilha de Páscoa utiliza o UTC-5.

No Chile continental o horário é alterado às 00:00 do domingo e na Ilha de Páscoa, também no sábado, às 22:00 horas.

## História
Em 01 de marco de 1894, o primeiro sinal oficial começou a funcionar em Valparaíso, as  4 horas e 46 minutos e 36 segundos no horário de Greenwich.
Em 1903 começou a operar um outro sinal oficial de tempo em Coquimbo. Ele foi cronometrado em 4horas 45 minutos e 20,7 segundos sobre Greenwich.
Em janeiro de 1910, o Chile adotou o UTC-5 como o tempo oficial.
Em 1 de julho de 1919, o tempo foi definido para 4 horas 42 minutos e 46,3 segundos antes de Greenwich.
Em 1970 o governo alterou o fuso para UTC -4.

## Exceções históricas
- Em 1987 a mudança de horário, para horário de verão, foi adiado para sábado 11 de abril, devido à visita do Papa João Paulo II.
- Em 1988 o horário de verão começou uma semana antes, a fim de ter mais luz para o Plebiscito Nacional de 5 de outubro.
- Em 1990 o horário de inverno foi adiado até 17 de março, devido o novo presidente, Patricio Aylwin, iniciar a sua presidência em 11 de março.
- Em 1990, o início do horário de verão foi em 15 de setembro, a fim de economizar mais energia devido a condições hidrológicas desfavoráveis.
- Em 1997, o início do tempo oficial de verão foi em 29 de março, pelo mesmo motivo de 1990 (condições hidrológicas adversas).
- Em 2008 o retorno para o horário padrão foi adiado três semanas devido a uma grave seca que atingiu o país.
- Em 2010, devido ao terremoto que abalou o país, o horário de inverno começou às 00:00 em 4 de abril, e na Ilha de Páscoa, as 20:00 do dia anterior.
- Em 2011 o governo adiou a mudança para o horário de inverno. Após uma primeira prorrogação do horário de verão durante todo o mês de março, decretou a mudança de horário para a primeira semana de maio em 8 de maio às 00:00 h, e na Ilha de Páscoa, às 22:00 do mesmo dia.[3]
- Em 2012 o Governo decidiu manter o plano implementado em 2011 para reduzir o tempo do  horário de inverno e ampliar o de verão, a fim de gerar economia de energia e garantir a segurança pública.  A mudança de tempo oficial foi em 29 de abril às 00:00 h, e na Ilha de Páscoa, às 22:00 do mesmo dia.[4]